# Reynaldo Parks
Reynaldo Parks Pérez (Limón, 4 de diciembre de 1974) es un exfutbolista costarricense.

## Trayectoria
Ha jugado para diferentes equipos en Costa Rica, México y Guatemala. Jugó para el equipo Limón F.C, el Club Sport Herediano y Saprissa en Costa Rica. Luego se fue a jugar al Club Social y Deportivo Municipal en Guatemala y luego a los Jaguares de Colima, filial de los Tecos de la UAG en la Primera División de México, equipo con el que luego jugaría. Parks fue parte clave de la Selección de fútbol de Costa Rica en la Copa de Oro de la Concacaf 2002 , en la que fungió como Capitán. También jugó para la Universidad de Costa Rica en la temporada 2007-2008.

## Clubes
| Club                            | País       | Año         |
| ------------------------------- | ---------- | ----------- |
| Asociación Deportiva Limonense  | Costa Rica | 1991-1993   |
| Club Sport Herediano            | Costa Rica | 1993-1996   |
| CS Municipal                    | Guatemala  | 1996 - 1997 |
| Jaguares de Colima              | México     | 1997        |
| Tecos Fútbol Club               | México     | 1998 - 2001 |
| Deportivo Saprissa              | Costa Rica | 2001-2007   |
| UCR Fútbol Club                 | Costa Rica | 2007 - 2008 |
| Asociación Deportiva San Carlos | Costa Rica | 2008        |
| Limón Fútbol Club               | Costa Rica | 2009        |

## Palmarés

### Títulos nacionales
| Título                         | Equipo             | País       | Año  |
| ------------------------------ | ------------------ | ---------- | ---- |
| Primera División de Costa Rica | Deportivo Saprissa | Costa Rica | 2004 |
| Primera División de Costa Rica | Deportivo Saprissa | Costa Rica | 2006 |
| Primera División de Costa Rica | Deportivo Saprissa | Costa Rica | 2007 |

### Títulos internacionales
| Título                           | Equipo                  | Sede                                 | Año  |
| -------------------------------- | ----------------------- | ------------------------------------ | ---- |
| Copa Centroamericana             | Selección de Costa Rica | Costa Rica                           | 1999 |
| Copa Interclubes de la UNCAF     | Deportivo Saprissa      | Centroamérica                        | 2003 |
| Copa de Campeones de la CONCACAF | Deportivo Saprissa      | Norteamérica, Centroamérica y Caribe | 2005 |